# Sultans of Swing: The Very Best of Dire Straits
Sultans of Swing: The Very Best of Dire Straits è la seconda raccolta discografica del gruppo inglese Dire Straits, pubblicata nel 1998 che arriva in prima posizione in Finlandia per due settimane, in seconda in Norvegia, in terza in Svizzera e Italia, in quarta in Australia, in quinta in Austria, in sesta nella Official Albums Chart, Germania, Danimarca e Nuova Zelanda ed in settima in Svezia.

## Descrizione
La raccolta è il primo disco pubblicato dopo tre anni dallo scioglimento del gruppo avvenuto nel 1995 ed ha sostituito la precedente raccolta Money for Nothing, uscita nel 1988 (che dal 1998 è fuori catalogo).
L'album contiene alcuni brani di successo dei Dire Straits in ordine cronologico (dal 1978 al 1992) dall'omonimo Dire Straits fino all'EP Encores. La raccolta è uscita anche nelle versioni VHS e DVD, che includevano i video degli stessi brani presenti nel CD. 
Nel 2004 è uscita un'edizione limitata che includeva 2 CD e il DVD sopra citato. Il secondo CD includeva sette tracce dal vivo registrate nel 1996 dal cantante Mark Knopfler, durante il tour del suo primo album da solista, Golden Heart.

## Tracce
1. Sultans of Swing (dall'album Dire Straits) – 5:52
2. Lady Writer (dall'album Communiqué) – 3:51
3. Romeo and Juliet (dall'album Making Movies) – 6:07
4. Tunnel of Love (dall'album Making Movies) – 8:16
5. Private Investigations (edit, dall'album Love over Gold) – 5:56
6. Twisting By The Pool (dall'EP ExtendedancEPlay) – 3:38
7. Love Over Gold (live, dall'album Alchemy: Dire Straits Live) – 3:42
8. So Far Away (edit, dall'album Brothers in Arms) – 4:05
9. Money For Nothing (edit, dall'album Brothers in Arms) – 4:11
10. Brothers In Arms (edit, dall'album Brothers in Arms) – 4:57
11. Walk Of Life (dall'album Brothers in Arms) – 4:14
12. Calling Elvis (edit, dall'album On Every Street) – 4:43
13. Heavy Fuel (dall'album On Every Street) – 5:03
14. On Every Street (edit, dall'album On Every Street) – 4:41
15. Your Latest Trick (live, dall'album On The Night) – 5:43
16. Local Hero - Wild Theme (live, dall'EP Encores) – 4:19

Durata totale: 79:18
- Di questo album è uscita anche una versione limitata che includeva 2 CD. Il primo disco è quello sopra citato, mentre il secondo conteneva sette tracce live registrate nel tour di Golden Heart di Mark Knopfler. Queste tracce si riferiscono ad una esibizione avvenuta a Londra nel 1996. Sono:

1. Calling Elvis – 9:05
2. Walk of Life – 5:28
3. Last Exit to Brooklyn – 2:23
4. Romeo and Juliet – 7:30
5. Sultans of Swing – 13:14
6. Brothers in Arms – 8:54
7. Money for Nothing – 6:37

Durata totale: 53:11
- Un'ulteriore versione ha un DVD con i video dei seguenti brani:

1. Sultans of Swing
2. Lady Writer
3. Romeo and Juliet
4. Tunnel of Love
5. Private Investigations
6. Twisting by the Pool
7. Love Over Gold (live)
8. So Far Away
9. Money For Nothing
10. Brothers In Arms
11. Walk of Life
12. Calling Elvis
13. Heavy Fuel
14. On Every Street (live)
15. Your Latest Trick (live)
16. Wild Theme - from Local Hero (live)

## Classifiche
| Classifica (1998) | Posizione massima |
| ----------------- | ----------------- |
| Australia         | 4                 |
| Austria           | 5                 |
| Belgio (Fiandre)  | 3                 |
| Belgio (Vallonia) | 6                 |
| Canada            | 60                |
| Danimarca         | 6                 |
| Europa            | 3                 |
| Finlandia         | 1                 |
| Francia           | 1                 |
| Germania          | 6                 |
| Italia            | 3                 |
| Norvegia          | 2                 |
| Nuova Zelanda     | 6                 |
| Paesi Bassi       | 6                 |
| Regno Unito       | 6                 |
| Spagna            | 4                 |
| Svezia            | 7                 |
| Svizzera          | 3                 |